# Martin Rubeš
Martin Rubeš (n. 16 septembrie 1996, Karlovy Vary, Karlovy Vary, Cehia) este un scrimer ceh, medaliat olimpic. A participat la o ediție a Jocurilor Olimpice (2024) în care a câștigat o medalie de bronz.